# Molophilus (Molophilus) lackschewitzianus hebetatus
Molophilus (Molophilus) lackschewitzianus hebetatus is een ondersoort van de tweevleugelige Molophilus (Molophilus) lackschewitzianus uit de familie steltmuggen (Limoniidae). De ondersoort komt voor in het Palearctisch gebied.